# Microsystème opto-électro-mécanique

Schéma de l'unité de dispositif de micro-miroirs numérique, dessiné dans Inkscape

Les microsystèmes opto-électro-mécaniques (ou MOEMS, sigle de l'anglais Micro-Opto-Electro-Mechanical Systems) forment un sous-ensemble des systèmes micro-électro-mécaniques (MEMS, Micro-Electro-Mechanical Systems). Les MOEMS, fabriqués à partir de matériaux semi-conducteurs, sont capables de capter ou de manipuler des signaux optiques à une échelle très petite, utilisant des systèmes mécaniques ou électriques intégrés.
La technique de fabrication des MOEMS est basée sur celle des circuits intégrés. Les matériaux utilisés sont le silicium, le dioxyde de silicium (SiO2), le nitrure de silicium et l'arséniure de gallium (GaAs).

## Quelques exemples de MOEMS
- Interrupteurs optiques[2]
- Connecteurs optiques
- Matrices de micro-miroirs, ou DMD (Digital Micromirror Device) qui définissent les pixels : la première projection cinéma numérique publique d'Europe effectuée par Philippe Binant, en 2000, reposait sur l'utilisation d'un MOEMS développé par TI[3].
- VCSEL à longueur d'onde variable (Diode laser à cavité verticale émettant par la surface)
- Microbolomètres (bolomètre à l'échelle micromètrique)